# Dmitro Dontsov
Dmytró Ivánovych Dontsov (en ucraniano: Дмитро Іванович Донцов; Melitópol, 30 de agosto de 1883-Montreal, 30 de marzo de 1973). Fue un escritor nacionalista ucraniano, editor, periodista y pensador político cuyas ideas radicales tuvieron gran influencia en la Organización de Nacionalistas Ucranianos. Se lo considera el fundador de la "teoría del nacionalismo integral" (en ucraniano: Інтегральний націоналізм).

## Biografía
Dontsov nació en Melitopol, en el este de Ucrania, en el seno de una familia de antiguos oficiales cosacos, quedando huérfano a edad temprana. Fue criado por su abuelo materno, y en 1900, una vez graduado en Melitopol, se trasladó a San Petersburgo para estudiar derecho.

## Trayectoria política

### Periodo socialdemócrata - socialista
Siendo estudiante, participó activamente en actividades políticas, y en 1905 ingresó en el Partido Obrero Socialdemócrata de Ucrania. Por ello fue arrestado dos veces, la primera en San Petersburgo en 1905, liberado por amnistía general en enero de 1906, y la segunda en Kiev, en 1908.
Después de su segunda detención, con 8 meses de encarcelación, temperó su carácter y gracias al esfuerzo de su familia, consiguió trasladarse a Galitzia, en ese momento parte del territorio del Imperio austrohúngaro. 
En su estancia en Galitzia inicia su alejamiento del Marxismo hacia posiciones nacionalistas, y empieza a perfilar la tesis que permanecerá toda su vida: La vuelta de Ucrania al Oeste, y la ruptura de todos los lazos con Rusia.
Luego se trasladó a Viena donde cursó cuatro semestres en la Facultad de Derecho entre 1909 y 1911, donde se casa con la estudiante María Bachinski. En 1911 se traslada a Lemberg, donde continúa sus estudios.

### Ruptura con la socialdemocrácia y fundación de laSVU
En 1913 por desacuerdo con respecto al concepto nacional, abandona el Partido Obrero Socialdemócrata de Ucrania (POSDU). Hacia 1913, en el II Congreso de Estudiantes de Toda-Ucrania realizado en Lemberg, hizo un informe sobre la "posición política actual de la nación y nuestras misiones", en la que establece que Ucrania, en una futura guerra, deberá de luchar su independencia frente a Rusia.
El 4 de agosto de 1914 funda in dirige la Unión para la Liberación de Ucrania, compuesto de ucranianos emigrados, mayormente desde Rusia después de la Revolución Rusa de 1905 y la posterior represión de Piotr Stolypin. Se atribuyó la representación de los intereses de los ucranianos de Rusia. En la organización también participaron algunos trabajadores de Bukovina y Galitzia.
Entre 1914 y 1916 dirigió el servicio de información en Berlín representando al Club Parlamentario Ucraniano en Viena. Entre los años 1916 y 1917 dirigió la oficina de los Pueblos de Rusia en Berna, y escribía sus comunicados. 
En 1917 se gradúa en la Facultad de Derecho de Lemberg.

### Colaboración con elHetmanato 1918
A principios de 1918 vuelve a Kiev, ocupado en ese momento por los alemanes, y colabora con el Hetmanato de Pavlo Skoropadsky como jefe de la Agencia Telegráfica Ucraniana (UTA). Junto con V. Lipinski y V. Shemetov funda el Partido Jleborobov-Democrático (Партию хлеборобов-демократов - Partido de los Cultivadores-Democrático).

### Colaboración con laRepública Nacional Ucraniana
Tras la caída del régimen de Pavlo Skoropadsky, se traslada a Berna, encabezando entre 1919 y 1921 la sección de información y prensa de la misión diplomática de la República Nacional Ucraniana.

## Entreguerras
En 1922 Dmitro Dontsov se traslada a Leópolis, ciudad que en ese momento era parte de la Segunda República Polaca, donde permanecerá hasta 1939. Dmitro Dontsov rechaza la ideología socialista de su juventud, y sus teorías conformaron lo que se considera "Nacionalismo integral". En ese tiempo, editó varios periódicos, como "Literaturno - naukovyi vistnyk" (1922 - 1932), "Zahrava" (1923 - 1924) y "Vistnyk" (1933 - 1939). También escribió numerosos artículos sobre el nacionalismo ucraniano. 
En sus escritos explicaba el fracaso de los ucranianos para obtener la independencia en el periodo de 1917-1921, ridiculizó personajes de ese periodo, y propuso un nuevo "nacionalismo profundo" y una "voluntad nacional" unida, en la que la violencia era un instrumento necesario para derribar el antiguo poder. Condenó la polonofobia, la rusofilia y la austrofilia que había en diversos segmentos de la sociedad ucraniana. En sus escritos, Dontsov llamó al nacimiento de un "nuevo hombre" con una "fe ardiente y corazón de piedra" (en ucraniano: гарячої віри й кам'яного серця), que no tenga piedad en la destrucción de los enemigos de Ucrania. Sus feroces exhortaciones calaron profundamente en la juventud ucraniana que sentía la opresión de su patria, y que estaba desilusionados con la democracia. 
A pesar de sus ideas, desde 1925 se apartó de la actividad política, concentrándose en sus escritos, y no se afilió a la Organización de Nacionalistas Ucranianos (OUN), aunque sus escritos sirvieron de inspiración y ayudaron a crear el clima cultural en el que el movimiento tuvo especial difusión entre mucha gente, y disparó un nivel de violencia desconocido en las generaciones previas.
Escribió ensayos biográficos sobre Mussolini y Hitler, traduciendo al ucraniano la "Doctrina del Facismo" y el Mein Kampf.

## Estallido de la Guerra
En 1939, con el estallido de la Segunda Guerra Mundial con el ataque alemán a Polonia, Dontsov es detenido y envidado a la prisión de Bereza Kartuska, donde permanece dos semanas hasta la Invasión soviética de Polonia de 1939, cuando es liberado y se traslada a Gdansk, Berlín y finalmente a Bucarest, donde estuvo trabajando en el periódico "Batava" entre 1940 y 1941.
Con la ocupación de Rumanía por parte del Ejército Rojo en agosto de 1944, huyó a Praga. En mayo de 1945 se encuentra en la zona de ocupación americana, de donde parte hacia París, Gran Bretaña, Estados Unidos para finalmente establecerse en Canadá. 
Entre 1949 y 1952 enseñó literatura ucraniana en la universidad francófona de Montreal. Falleció en 1973, y está enterrado en Bound Brook, Nueva Jersey.